# Panus tahitensis
Panus tahitensis är en svampart som beskrevs av Reichardt 1866. Panus tahitensis ingår i släktet Panus och familjen Polyporaceae.   Inga underarter finns listade i Catalogue of Life.